# Sliwnica (gmina)
Sliwnica (bułg. Община Сливница) – gmina w zachodniej Bułgarii, w obwodzie sofijskim.

## Miejscowości
Lista miejscowości gminy Sliwnica:
- Ałdomirowci (bułg.: Алдомировци),
- Bachalin (bułg.: Бахалин),
- Bratuszkowo (bułg.: Братушково),
- Byrłożnica (bułg.: Бърложница),
- Dragotinci (bułg.: Драготинци),
- Gurguljat (bułg.: Гургулят),
- Gyłybowci (bułg.: Гълъбовци),
- Izwor (bułg.: Извор),
- Pisztane (bułg.: Пищане),
- Powaliryż (bułg.: Повалиръж),
- Radułowci (bułg.: Радуловци),
- Rakita (bułg.: Ракита),
- Sliwnica (bułg.: Сливница) − siedziba gminy.